# Mikhaïl Artamonov (taekwondo)
Ne doit pas être confondu avec Mikhaïl Artamonov (historien russe).
Mikhaïl Vladimirovitch Artamonov (en russe : Михаил Владимирович Артамонов) est un taekwondoïste russe né le 20 juillet 1997.

## Carrière
Mikhaïl Artamonov remporte la médaille de bronze aux Championnats d'Europe de 2016 (en moins de 54 kg).
Il devient vice-champion du monde en 2017, champion d'Europe en 2018 et médaillé de bronze en moins de 58 kg aux Jeux olympiques d'été de 2020 à Tokyo.